# 4759 Åretta
A 4759 Åretta (ideiglenes jelöléssel 1978 VG10) a Naprendszer kisbolygóövében található aszteroida. Eleanor F. Helin és Schelte J. Bus fedezték fel 1978. november 7-én.

## Elnevezése
Nevét a lillehammeri, Åretta nevű norvég iskoláról kapta. Egyike azon iskoláknak, amelyek helyezést értek el a legjobb csillagászat oktatásuk miatt 2009-ben.